# Marc Ford
Pour les articles homonymes, voir Ford (homonymie).
Marc Ford (né le 13 avril 1966 à Los Angeles en Californie), est l'ancien guitariste du groupe The Black Crowes.
Il a travaillé avec Ben Harper en tournée pendant l'année 2003. 
Il a depuis sorti 3 albums solo et a rejoint le groupe de Booker T pour une tournée à l'été 2009.

## Burning Tree
Marc Ford a commencé sa carrière avec le groupe blues-rock Burning Tree à la fin des années 1980. Un trio de puissance avec Ford à la guitare et au chant, Mark Dutton à la basse et Doni Gray à la batterie, Burning Tree a sorti son premier album éponyme chez Epic Records en 1990. Un échec commercial, mais un succès critique, Burning Tree permis à Ford et Co. de se produire tout au long de 1990 et 1991. En dépit d'ouverture mémorables tel que le notable The Black Crowes, le groupe n'a pas à attirer l'attention dont Epic Records était à la recherche et a été supprimé du label peu de temps après.

## Discographie
- Burning Tree avec Burning Tree (Epic Records, 1990)
- The Southern Harmony and Musical Companion avec The Black Crowes (American Recordings, 1992)
- Tall avec The Black Crowes (Unreleased Album, 1993)
- Amorica avec The Black Crowes (American Recordings, 1994)
- The Very Crystal Speed Machine avec Thee Hypnotics (American Recordings, 1994)
- Three Snakes and One Charm avec The Black Crowes (American Recordings, 1996)
- The Band avec The Black Crowes (Unreleased Album, 1997)
- Live...with a Little Help From Our Friends avec Gov't Mule (Sanctuary Records, 1999)
- Live...with a Little Help From Our Friends, Volume 2 avec Gov't Mule (Sanctuary Records, 2002)
- Live at the Hollywood Bowl EP avec Ben Harper and the Innocent Criminals (Virgin Records, 2003)
- Lovers and Thieves avec Scott Thomas (Halfpipe Records, 2003)
- Songs From The Material World: A Tribute to George Harrison (Koch Records, 2003)
- It's About Time (Anko Records, 2004)
- Both Sides of the Gun avec Ben Harper and the Innocent Criminals (Virgin Records, 2006)
- Freak n' Roll...Into the Fog (DVD) avec The Black Crowes (Eagle Vision, 2006)
- Freak 'n' Roll...Into the Fog (CD) avec The Black Crowes (Eagle Records, 2006)
- The Lost Crowes avec The Black Crowes (Rhino, 2006)
- Weary and Wired (Blues Bureau, 2007)
- Marc Ford And The Neptune Blues Club (Blues Bureau, 2008)
- Fuzz Machine (Blues Bureau, 2010)